# Mangrovepitta
A mangrovepitta (Pitta megarhyncha) a madarak osztályának verébalakúak (Passeriformes) rendjébe és a pittafélék (Pittidae) családjába tartozó faj.

## Rendszerezése
A fajt Hermann Schlegel német ornitológus írta le 1863-ban.

## Előfordulása
Dél- és Délkelet-Ázsiában, Banglades, Indonézia, Malajzia, Mianmar, Szingapúr és Thaiföld területén honos. 
Természetes élőhelyei a szubtrópusi vagy trópusi tengerparti mangroveerdők, valamint folyók és patakok környéke. Állandó, nem vonuló faj.

## Megjelenése
Testhossza 21 centiméter, testtömege 92-120 gramm.
|  |

## Életmódja
Rákokkal, puhatestűekkel és szárazföldi rovarokkal táplálkozik.

## Szaporodása
A fészkelését május és június között rögzítették.

## Természetvédelmi helyzete
Az elterjedési területe még nagyon nagy, de csökken, egyedszáma is csökken. A Természetvédelmi Világszövetség Vörös listáján mérsékelten fenyegetett fajként szerepel.